# Angel Eyes (film, 1993)
Pour les articles homonymes, voir Angel Eyes.
Pour plus de détails, voir Fiche technique et Distribution.
Angel Eyes (littéralement « yeux d'ange ») est un film américain écrit et réalisé par Gary Graver, sorti en 1993.

## Fiche technique
- Titre original : Angel Eyes
- Réalisation : Gary Graver
- Scénario : Gary Graver
- Producteur :
- Production :
- Musique :
- Pays d'origine :  États-Unis
- Langue originale : anglais américain
- Lieux de tournage :
- Format : couleurs
- Genre : Drame, Thriller
- Durée : 84 minutes
- Dates de sorties :
  - États-Unis : 17 mars 1993

## Distribution
- Monique Gabrielle : Angel
- Erik Estrada : Johnny Ventura
- John Phillip Law : Steven Fox
- Raven : Michelle (créditée comme Rachel Vickers)
- John Coleman : Nick
- Hoke Howell : Jerry
- Richard Harrison : Vince
- Suzanne Ager : l'infirmière
- Martin Nicholas : Dr Allen
- Robert Quarry : Murray (crédité comme Darius Beiderbeck)
- Sazzy Lee Calhoun : Amy
- Paula Revee : Julie
- Fred Olen Ray : Eddie (crédité comme Sam Newfield)
- Gail Carradine : la mère d'Angel
- Morgan Connelly : Angel enfant